# Zwei unter einem Dach
Zwei unter einem Dach ist ein deutsch-österreichischer Fernsehfilm von Peter Weck aus dem Jahr 2001.

## Handlung
Die ehemaligen Tänzer Eberhard Gatzweiler und Walter Hofer sind Nachbarn in einem Doppelhaus. Sie pflegen seit Jahren eine innige Hassliebe, die auch dadurch kultiviert wird, dass ihre beiden Kinder Ulrike und Konrad miteinander verheiratet sind und Eberhard und Walter ihre großväterliche Liebe konkurrierend auf den einzigen Enkel Martin verteilen. Da der chaotische Walter seinen Enkel Martin einst bei einem Fußballspiel im Stadion aus den Augen verloren hatte, wird der Enkel nun immer dem peniblen Eberhard überlassen, was für weitere Spannungen sorgt.
Als Ulrike und Konrad drei Wochen Urlaub in Amerika machen, bleibt Martin bei Eberhard. Kleine Tricks und Kniffe lassen auch Walter an der Enkel-Zeit teilhaben. Beide Großväter lernen zudem Martins Klassenlehrerin Hanna kennen und verlieben sich in sie. Zunächst versucht einer den anderen auszustechen, doch erkennen beide bald, dass Hanna mit Schuldirektor Steckl Probleme hat und der Schule verwiesen werden soll. Steckl hat einst versucht, Hanna zu verführen, doch wies die ihn zurück. Seither sucht er nach einem Grund, Hanna zu entlassen, und findet ihn, als Klassenarbeiten plötzlich verschwunden sind. Wegen Verletzung ihrer Ordnungspflicht beruft Steckl eine Kommission ein, die über die Strafversetzung Hannas entscheiden soll.
Eberhard und Walter tun sich zusammen. Zunächst versuchen sie, Steckl zu bestechen. Eberhard will den ewigen Zweiten Steckl in einem Amateurtanzturnier endlich einmal gewinnen lassen, sollte Hanna bleiben dürfen. Steckl willigt ein, doch verstaucht sich Eberhard den Knöchel und muss Walter tanzen lassen, der prompt euphorisiert das Turnier gewinnt. Erst Martins Plan vereitelt Steckls Spiel: Als die Kommission bereits zusammengetroffen ist, bringt Walter Steckl dazu, ihm von der gescheiterten Verführung Hannas zu berichten und auch von seiner Rache: Er selbst habe die Klassenarbeiten in seinem Safe versteckt, während Hanna immer noch glaubt, sie verloren zu haben. Martin hat unterdessen die Schullautsprecher auf dem gesamten Gelände eingeschaltet, über die Steckls Worte übertragen werden, weil er ein eingeschaltetes Mikrofon auf dem Tisch stehen hat. Auch die Kommission hört so von Steckls Plan und Hanna ist gerettet.

## Produktion
Zwei unter einem Dach entstand nach einer Idee von Krystian Martinek. Der Film wurde 2000 in Baden bei Wien in Niederösterreich gedreht. Eine der beiden Hauptrollen sollte ursprünglich von Harald Juhnke gespielt werden, doch erfolgte nach einer Erkrankung Juhnkes kurz nach Drehbeginn eine Umbesetzung. Nachdem Juhnke in der Nacht zusammengebrochen war, musste Produzent Karl Spiehs sofort einen Ersatz finden, damit die Dreharbeiten fortgesetzt werden konnten. Nach mehreren Telefonaten hatte er Klausjürgen Wussow unter Vertrag.
Zwei unter einem Dach erlebte am 2. Februar 2001 auf dem Ersten seine Fernsehpremiere. Im Jahr 2005 wurde der Film auf DVD veröffentlicht.

## Kritik
Der film-dienst nannte Zwei unter einem Dach eine „Komödie um zwei in die Jahre gekommenen Käuze, die ihre Eigentümlichkeiten kultiviert haben.“ TV Spielfilm befand: „Die benachbarten Rentner Klausjürgen Wussow und Otto Schenk liefern sich einen Kleinkrieg, als gäb’s kein Morgen. [Sie] sind sicher nicht Jack Lemmon und Walter Matthau, trotzdem erinnert die erstaunlich flotte Grantel-Komödie an ‚Ein verrücktes Paar‘. Rentner-Spaß mit spritzig-frischen Dialogen“.